# Kevin Mirallas
Kevin Antonio Joel Gislain Mirallas y Castillo, född 5 oktober 1987 i Liège, är en belgisk fotbollsspelare som spelar för Moreirense.

## Karriär
Den 7 januari 2018 lånades Mirallas ut till grekiska Olympiakos över resten av säsongen 2017/2018. Den 4 augusti 2018 lånades Mirallas ut till italienska Fiorentina på ett låneavtal över säsongen 2018/2019.
Den 30 augusti 2019 värvades Mirallas av belgiska Royal Antwerp, där han skrev på ett ettårskontrakt. Den 5 oktober 2020 värvades Mirallas av turkiska Gaziantep, där han skrev på ett ettårskontrakt. Den 24 januari 2022 gick Mirallas på fri transfer till portugisiska Moreirense, där han skrev på ett kontrakt till sommaren 2022.